# 朝倉季雄
朝倉 季雄（あさくら すえお、1909年6月29日 - 2001年4月11日）は、日本の文学研究者、フランス語学者・フランス文学者。

## 略歴
東京生まれ。1922年 東京私立暁星小学校卒業。1927年東京私立暁星中学校卒業、1931年官立東京高等学校文科丙類卒業、1934年 東京帝国大学文学部仏蘭西文学科卒業。母校・暁星小学校の教師となる。1946年日本大学三島予科教授、1949年茨城大学助教授、1953年東京大学教養学部助教授。1959年9月よりNHK教育で始まったテレビフランス語講座の講師となる（1962年まで）。1961年東大教授、1970年定年退官、中央大学経済学部教授。1987年東京大学名誉教授。1989年 叙勲三等授瑞宝章。

## エピソード
朝倉はフランス文学科に入学したものの、フランス語そのものに関心を寄せていたため文学や思想にはあまり興味がなく、卒業論文もフランス語学をテーマとしたものにしたかったが、当時の東京帝国大学文学部仏蘭西文学科には、そのような前例がなく、仕方なく『文芸評論家アナトール・フランス』という論文を書いて卒業した。修士論文は、『思想家としてのアルフレッド・ド・ヴィニー』。
このように、朝倉は文学研究よりもフランス語研究に興味を持っていたため、渡辺一夫は文法書を書くようにすすめ、大学卒業後から、朝倉はそのためのフランス語の文例収集を始めた。その成果の一つが『フランス文法事典』（白水社）である。1951年に完成した『フランス文法事典』は、日本語で書かれたフランス語の文法書として秀逸であり、フランス語の文法について疑義が生じた場合、学習者がよりどころにする文法書となった。

## 係累
長女の朝倉千筆はシナリオライター。千筆は中川信（仏文学者でお茶の水女子大学教授）と結婚していたが、のち離婚した。なお1979年に、妻を孫（犯行後自殺）に殺害されている。千筆（名義：朝倉和泉）の著作参照。

## 著書
- 『フランス文法事典』白水社、1951
- 『朝倉フランス基本単語集』白水社 1959
- 『朝倉初級フランス語』白水社 1965
- 『フランス文法覚え書』白水社、1967
- 『白水社フランス語講座 Ⅰ・Ⅱ』白水社、1969
- 『スタンダードフランス語講座 1 入門』大修館書店 1971
- 『フランス語の基本構文』白水社、1972
- 『フランス文法ノート－基本語の用法』白水社、1981
- 『フランス文法メモ－基本語の用法』白水社、1984
- 『フランス文法論 探索とエッセー』白水社 1988
- 『新フランス文法事典』白水社 2002
- 『フランス文法集成』白水社 2005

### 共著編
- 『フランス語教養講座 第1巻 初級フランス語』田辺貞之助共著 河出書房 1951
- 『簡易フランス文法』小泉清明共著 大学書林 1955
- 『フランス語学文庫 第8 動詞 第1』編 白水社 1956
- 『スタンダード佛和辞典』大修館書店、1957。編者の1人（計・18名で度々増補改訂）
- 『初級フランス語』田辺貞之助共編 河出書房新社 1958
- 『スタンダード佛和小辞典』大修館書店、1959。編者の1人（度々改訂）
- 『スタンダード和佛辞典』朝比奈誼・石井晴一・伊藤晃共編 大修館書店 1970（計・21名で度々増補改訂）
- 『ふらんす語入門 読本コース』改訂版 加納晃共著 駿河台出版社 1984

### 翻訳
- アンドレ・モオロア『うつろひ クリマ』芝書店 1935
- アナトオル・フランス『文学生活』権守操一共訳 白水社 1937
- ジュウル・ルメエトル『作家論』権守操一共訳 白水社<仏蘭西文芸思潮叢書> 1939
- アンドレ・モロア『愛の風土 クリマ』白水社 1940、新潮文庫 1954
- エルネスト・ペロション『眠れる沼』実業之日本社<仏蘭西文学賞叢書> 1940
- ジャック・ドゥ・ラクルテル『紅いカシミヤ』東苑書房 1941
- アンドレ・モーロア『伝記の諸様相』実業之日本社<伝記文学選集> 1941
- モーパッサン『脂肪の塊』民風社 1947
- アルフォンス・ドーデ『サフオ パリ風俗』文体社 1948、岩波文庫 1951
- アナトオル・フランス『鳥料理レエヌ・ペドオク亭』 白水社「長篇小説全集 第2巻」 1951
- バルザック『ド・カディニャン公妃の秘密』東京創元社「全集 24巻」 1974